# Tanarctus hirsutospinosus
Espèce
Tanarctus hirsutospinosus est une espèce de tardigrades de la famille des Tanarctidae.

## Distribution
Cette espèce est endémique de Nouvelle-Galles du Sud en Australie. Elle a été découverte dans une grotte marine dans l'océan Pacifique.

## Publication originale
- Jørgensen, Boesgaard, Møbjerg & Kristensen, 2014 : The tardigrade fauna of Australian marine caves with descriptions of nine new species of Arthrotardigrada. Zootaxa, no 3802 (4), p. 401–443.